# Ано Салменико
Ано Салменико (на гръцки: Άνω Σαλμενίκο, катаревуса Άνω Σαλμενίκον, Ано Салменикон) е село в Република Гърция, дем Егялия, област Западна Гърция. Селото има население от 88 души.